# Reza Aslan

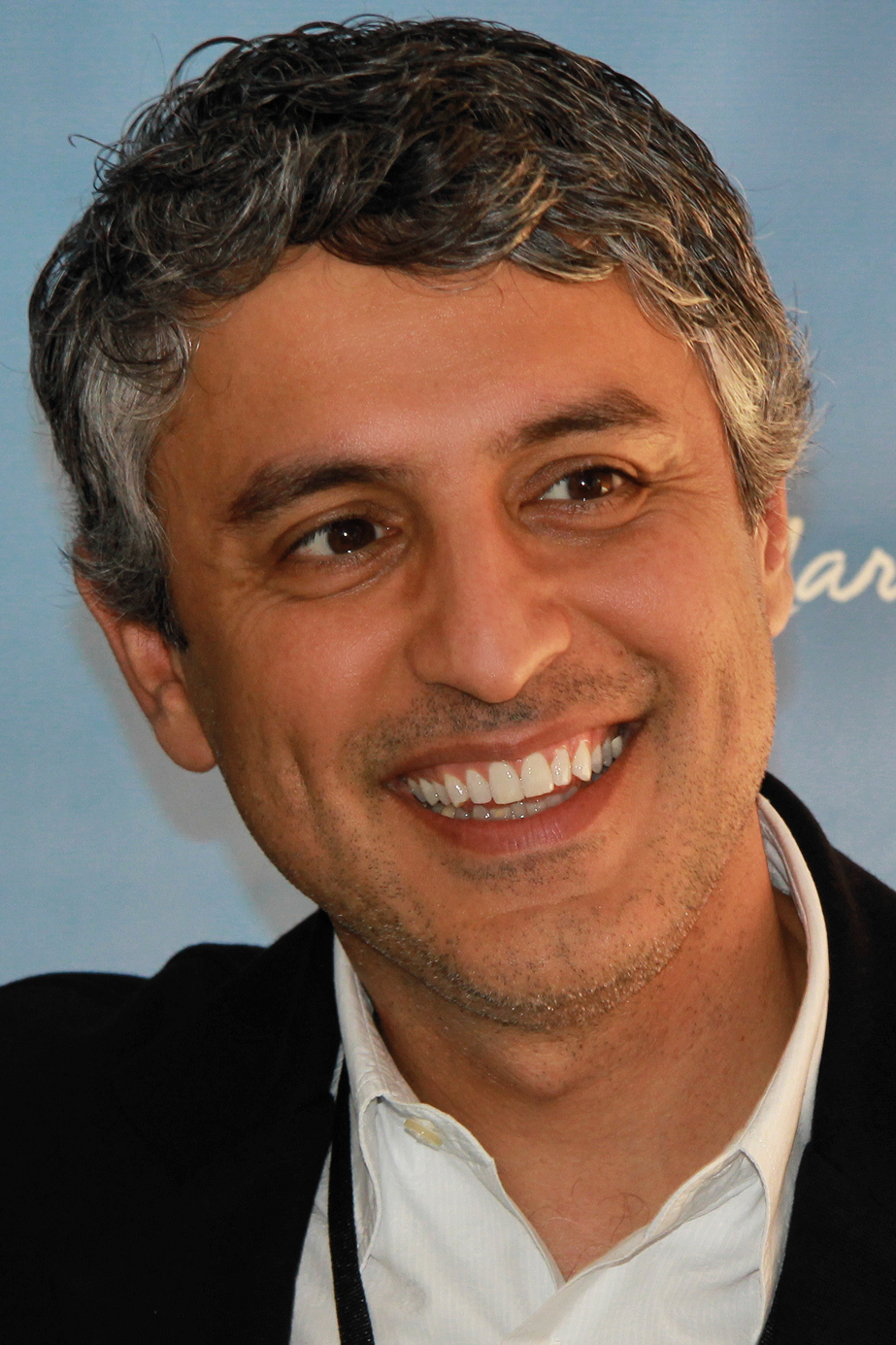
Reza Aslan (2013)

Reza Aslan (anhörenⓘ; * 3. Mai 1972 in Teheran) ist ein iranisch-US-amerikanischer Religionswissenschaftler, der als Muslim zu evangelikalen Pfingstlern konvertierte, um sich dann, nach Jesusstudien, wieder dem Islam zuzuwenden. Selbst Absolvent des renommierten Iowa Writers’ Workshop, lehrt er heute kreatives Schreiben an der University of California, Riverside. Aslan schreibt für The Daily Beast und ist Autor der Bestseller Kein Gott außer Gott: Der Glaube der Muslime von Muhammad bis zur Gegenwart und Zealot: The Life and Times of Jesus of Nazareth. In seinem 2017 erschienenen Buch God: A Human History zeichnete er seinen Weg vom Christen zum Muslim, vom Sufi zum Pantheisten nach und propagierte darin Animismus als ursprüngliches und Pantheismus als erstrebenswertes Weltbild.

## Leben und Wirken
Aslans Familie verließ 1979 den Iran im Zuge der Islamischen Revolution. Aslans Mutter war Muslima, wenn auch ohne besonders starken Glauben, sein Vater, ein studierter Betriebswirt, ein nachhaltiger Atheist. Nachdem die Familie sich ursprünglich in Oklahoma niedergelassen hatte, zog sie bald weiter nach Kalifornien. In seiner Jugend gab sich Reza Aslan im sozialen Umfeld als Mexikaner aus, um weniger Anfeindungen ausgesetzt zu sein. Nachdem er quasi ohne Religion aufgewachsen war, wurde er im Alter von 15 Jahren auf einem Jugendlager mit der Bibelgeschichte vertraut gemacht, woraufhin er sein spirituelles Ich entdeckte und sich entschloss, Pfingstler zu werden. Er missionierte einige Jahre in Schulen und Lagern. Besonders erfolgreich war er bei seiner Mutter, die auch evangelikal wurde, während sein Vater ihn für „verrückt“ hält.
Er studierte zunächst an der jesuitischen Santa Clara University. Dort fielen ihm Unterschiede zwischen der Jesusgeschichte der Bibel und dem historischen Jesus auf, die er für unvereinbar hielt. Daraufhin wandte er sich vom Christentum wieder ab. Ermutigt von einem Jesuitenpfarrer, befasste er sich nun mit dem Islam, der ihn dann in seinen Bann nahm. Seine Mutter blieb bei ihrer vorherigen Entscheidung und meinte, ihr Sohn müsse wohl nun „für alle Ewigkeit in der Hölle schmoren“. Später machte er seinen Master an der Harvard University. An der University of California, Santa Barbara promovierte er in Soziologie.
Bei mehreren Gelegenheiten erklärte Aslan, dass er den akademischen Grad eines Doktors der Religionsgeschichte oder Religionssoziologie („history of religions“, bzw. „sociology of religions“) habe. An der University of California von Santa Barbara, die er besucht hat, existieren derartige Grade nicht, vielmehr wird er dort mit einem Doktorgrad in Soziologie geführt. Er gab auch an, ein „kooperierendes Fakultätsmitglied“ in der Abteilung für Religionsstudien der University of California, Riverside zu sein, was aber keine Bestätigung fand. Als „kooperierendes Fakultätsmitglied“ hätte er dort theoretisch Dissertationen abnehmen dürfen.
2006 erschien sein Buch Kein Gott außer Gott, in dem sich Aslan mit dem Islam auseinandersetzt. Das Buch wurde ein internationaler Bestseller und in dreizehn Sprachen übersetzt.
In Zealot: The Life and Times of Jesus of Nazareth von 2013 beschäftigt er sich historisch mit Jesus von Nazareth und verschiedenen religiösen Perspektiven. Aslans These, Jesus habe sich selber nicht als Gott begriffen, stieß bei einigen Stimmen aus der US-amerikanischen Rechten auf heftige Ablehnung. Dies zeigte sich besonders in einem Interview auf dem Fernsehsender Fox News, in dem er sich vor der schlecht vorbereiteten Journalistin Lauren Green rechtfertigen musste. Über dieses Interview erlangte Aslan eine größere Bekanntheit, und sein Werk stieg in der Bestsellerliste von Platz vier auf Platz eins.
2017 veröffentlichte er mit God: A Human History ein weiteres Buch, das die Bestsellerlisten erklomm. Auf knapp 300 Seiten berichtete er über die Anthropomorphisierung von Göttern, die schließlich auf einen Gott reduziert wurden.
Aslan ist eines von über 5000 Mitgliedern im Council on Foreign Relations (die Mitgliedsgebühren betragen zwischen 500 und 900 Dollar per annum) und im Pacific Council on International Policy.
Aslan hat auch für das Fernsehen gearbeitet, einschließlich einer Dokumentarserie über Weltreligionen auf CNN namens Believer, und als ausführender Produzent und Berater der HBO-Dramaserie The Leftovers.
Im Programm von NBC News „Meet the Press“ zum Anschlag auf Charlie Hebdo kam Reza Aslan am 11. Januar 2015 als der Direktor des Council on American-Islamic Relations (CAIR) zu Wort, und er bezeichnete die radikale saudische Ideologie des Wahabismus als Ursprung der Terrorgruppen Boko Haram, Islamischer Staat, al-Qaida und der Taliban. Saudi-Arabien habe über 100 Milliarden Dollar in den letzten 20–30 Jahren ausgegeben, um diese Ideologie weltweit zu verbreiten. Es solle für die Taten dieser extremistischen Gruppen zur Verantwortung gezogen werden, forderte Reza Aslan. Die offizielle Meldung des CAIR lautete, die brutale und feige Attacke auf Charlie Hebdo müsse aufs Strengste verurteilt werden. Alle Angriffe auf die Meinungsfreiheit seien falsch, auch Rede, die Religion oder religiöse Figuren verspotte, müsse geschützt werden. Die richtige Antwort sei nicht, eine Glaubensrichtung zu marginalisieren, sondern Extremisten auf allen Seiten zu marginalisieren, die eine Spaltung der Gesellschaft hervorrufen wollten.

## Privates
Aslan ist seit 2011 mit Jessica Jackley, einer Christin und Unternehmerin auf dem Mikrokredit-Sektor, verheiratet. Sie leben mit ihren drei Söhnen in Los Angeles.

## Kritik
Die Bücher von Aslan fanden breite Beachtung, so auch sein 2017 veröffentlichte Werk God: A Human History. Rachel Newcomb lobte in der Washington Post seinen verständlichen Schreibstil für das anspruchsvolle und komplexe Thema. Seine Beschränkung auf die abrahamitischen Religionen sei ein Manko, obwohl interessante Fakten zu finden seien.
Der renommierte deutsche protestantische Theologe Friedrich Wilhelm Graf rezensierte im Frühling 2019 Aslans Buch Gott – Eine Geschichte der Menschen. Er warf dem Autor einen oberflächlichen, unsachlichen und tendenziösen Gang durch die Geschichte der Religionen vor, und dies trotz langer Literaturliste. Die pantheistischen Schlussfolgerungen (Sie sind Gott) seien Behauptungen, die sich nicht schlüssig nachvollziehen ließen, sondern eine persönliche Wahl des Autors darstellten.
Der deutsche Religionswissenschaftler Michael Blume bemängelte beim gleichen Werk die einseitig männliche, überhebliche Betrachtungsweise. Wesentliche Fragen, die zu einem solch anspruchsvollen Thema gestellt werden müssten, würden ausgeblendet. Neuere, anderslautende Stimmen zur Entwicklung des Glaubens und der Religionen würden weitgehend ignoriert.

## Schriften (Auswahl)
- Kein Gott außer Gott: der Glaube der Muslime von Muhammad bis zur Gegenwart (Originaltitel: No god but God, übersetzt von Rita Seuß). Piper, München/Zürich 2008, ISBN 978-3-492-25123-5.
- Zelot: Jesus von Nazareth und seine Zeit (Originaltitel: Zealot. The Life and Times of Jesus of Nazareth, übersetzt von Henning Dedekind, Norbert Juraschitz, Thomas Pfeiffer und Karin Schuler). Rowohlt, Reinbek bei Hamburg 2013, ISBN 978-3-498-00083-7.[15][16]
- Gott. Eine Geschichte der Menschen, Gütersloher Verlagshaus, Oktober 2018, ISBN 978-3-579-08716-0[17]